# Colavita-Bianchi
El Colavita-Bianchi (Código UCI: COL) es un equipo ciclista femenino de Estados Unidos de categoría amateur a partir de la temporada 2018.

## Historia
Durante la temporada 2016-2017 hizo parte de la categoría UCI Women's Team, máxima categoría femenina del ciclismo en ruta a nivel mundial.

## Material ciclista
El equipo utiliza bicicletas Bianchi y componentes Shimano

## Clasificaciones UCI
Las clasificaciones del equipo y de su ciclista más destacado son las siguientes:
| Temporada | Clasificación por equipos | Mejor corredor  | Posición |
| 2016      | 28.º                      | Kimberley Wells | 79.º     |
| 2017      | 40.º                      | Emma Grant      | 221.º    |

## Palmarés
Para años anteriores véase: Palmarés del Colavita-Bianchi.

### Palmarés 2018

#### UCI WorldTour 2018
| Fechas | Carreras | Ganadora |
|        |          |          |

#### Calendario UCI Femenino 2018
| Fechas | Carreras | Ganadora |
|        |          |          |

#### Campeonatos nacionales
| Fechas | Carreras | Ganadora |
|        |          |          |

## Plantillas
Para años anteriores, véase Plantillas del Colavita-Bianchi

### Plantilla 2017
| Integrantes del equipo 2017 | Integrantes del equipo 2017 | Integrantes del equipo 2017            | Integrantes del equipo 2017 |
| Corredor                    | Fecha de nacimiento         | Equipo previo                          |                             |
| --------------------------- | --------------------------- | -------------------------------------- | --------------------------- |
| Whitney Allison             | 1 de marzo de 1988          |                                        |                             |
| Gillian Ellsay              | 26 de marzo de 1997         |                                        |                             |
| Astrid Gassner              | 30 de octubre de 1995       | Vitalogic Astrokalb Radunion Nö (2016) |                             |
| Emma Grant                  | 30 de septiembre de 1991    | Tibco-To the Top (2014)                |                             |
| Kendelle Hodges             | 15 de noviembre de 1991     |                                        |                             |
| Abigail Mickey              | 3 de julio de 1990          | UnitedHealthcare Women's Team (2016)   |                             |
| Jessica Mundy               | 20 de septiembre de 1994    | Pure Energy Fearless Femme (2016)      |                             |
| Ellen Noble                 | 3 de diciembre de 1995      |                                        |                             |
| Amber Pierce                | 27 de marzo de 1981         | Vitalogic Astrokalb Radunion Nö (2016) |                             |
|                             |                             |                                        |                             |
| Fuente: UCI                 |                             |                                        |                             |